# HFC 하를럼
HFC 하를럼(HFC Haarlem)은 네덜란드 하를럼의 축구 클럽이다. 이 클럽은 1889년 10월 1일에 창단되었으며 1946년 에레디비시에서 우승을 차지했다. KNVB 컵에서는 결승전에 다섯 번 출전하여 우승 2회(1902, 1912), 준우승 3회(1911, 1914, 1950)의 기록을 달성했고 에이르스터 디비시에서 세 번(1972, 1976, 1981) 우승했다.
이 클럽은 1982–83 UEFA컵에서 결승전까지 진출했지만 소련의 FC 스파르타크 모스크바에 패해 준우승을 차지했다. 2010년 1월 25일 구단이 파산되면서 해체되었다.

## 성적
- 에레디비시 우승 1회 (1946)
- KNVB 컵 우승 2회 (1902, 1912), 준우승 3회 (1911, 1914, 1950)
- 에이르스터 디비시 우승 3회 (1972, 1976, 1981)
- 트베이더 디비시 우승 3회 (1961, 1963, 1967)

## 역대 감독
| 감독          | 임기        |
| ------------- | ----------- |
| 배리 휴스     | 1968 ~ 1970 |
| 딕 아드보카트 | 1987 ~ 1989 |